# Tijnje
Tijnje (Fries: De Tynje) is een dorp in de gemeente Opsterland, in de Nederlandse provincie Friesland.
Het dorp Tijnje ligt ongeveer 16 kilometer ten noordoosten van Heerenveen en ten Westen van Gorredijk en Terwispel. In 2023 telde het ruim 1.605 inwoners. Onder het dorp vallen ook de buurtschappen Hanebuurt, Rolbrug en Uilesprong.

## Naam
De naam van het dorp is een vernederlandsing van het Friese woord tynje waarmee oorspronkelijk een visdam, liever een samenstel van palen (een zogenaamde tichtset) in een waterloop werd aangeduid. De benaming heeft een etymologische herkomst: van trek, stroming in het water. Vaak was er bij een tynje ook gelegenheid het water over te steken, ofwel met een voorde bijvoorbeeld bij het Pikmeer en bij Leeuwarden. In Tijnje was de grond daar te zwak en te venig voor. Hier was alleen een zet, waarvan het middendeel, de barten, weg waren te nemen.

## Algemene geschiedenis en omgeving
Bij Tijnje was er sprake van twee tynjes: de Lúxter tynje (Luxter tinie) en de Wynjetynje (Winietinie) die al staan afgebeeld op de kaart van Opsterland van Schotanus uit 1718. Deze bevonden zich in de vaart die ten oosten van Oldeboorn van de Boorne naar de hoogvenen in Kortezwaag en rond Gorredijk voerde. Deze vaart werd, waarschijnlijk in het begin zeventiende eeuw, gegraven ten behoeve van de turfwinning. Rond Tijnje bestond de vaart uit drie verschillende delen: het Langerak in de richting van Oldeboorn, het Schietersrak en ten slotte het Tijnjerak dat de verbinding met de Wispel vormde.
De tynjes bevonden zich op de plaats waar de vaart twee oudere hooiwegen kruiste: de Winiaweg (Fries: Wynjewei) en de Luxter hooiweg (Fries: Lúkster heawei). De zetten werden later door bruggen vervangen. In 1955 werden het Schietersrak en het Tijnjerak gedempt; het Langerak werd aanmerkelijk versmald.
Toen er eind achttiende, begin negentiende eeuw huizen werden gebouwd in de buurt van de tynjes ontleende het gehucht Luxtertienje ten zuiden van het Tijnjerak zijn naam aan de Luxtertinie. Dit gehucht bestond in het midden van de negentiende eeuw uit drie huizen.
Ten noorden van de Lúkster tynje, onder Terwispel, lag in dezelfde tijd de herberg De Tijnje.
In het gebied ten noordwesten van Tijnjes dorpskern heeft in de middeleeuwen vermoedelijk een dorp gelegen, Rijp genaamd. Verscheidene veld- en wegnamen in deze streek lijken nog naar dit Rijp te verwijzen. In Rijp stond in 1315 een kapel. Van die kapel werden sporen gevonden toen men rond de jaren tachtig van de twintigste eeuw een sloot groef waarbij middeleeuwse kloostermoppen naar boven kwamen.
Later was dit gebied dat niet door dijken tegen het water van de Boorne beschermd werd hoofdzakelijk in gebruik als hooiland.

## Ontstaan
In 1725 is er in de Tynje sprake van een "tente". Drie jaar later blijkt dat Cornelis Uilkes en Hylkjen Oedses daar wonen. In 1749 verkopen zij hun huis bestaande in twee kamers aan Roelof Johannes, ook bekend uit de Quotisaties van dat jaar. Omstreeks 1775 begon een boer met het vervenen van zijn perceel weiland. Dat trok meerdere gelukzoekers aan. Ze kwamen eerst vooral uit het hoge deel van Opsterlan. Het trok ook gietersen aan en tegelijk nog meer Friezen uit de omgeving van Oudega en Eernewoude. De namen Zwerver en van der Duim hebben een Friese herkomst. Gedurende een korte tijd waren er meer Gietersen dan Friezen in het dorp.Tot circa 1910 hoorde Tijnje bestuurlijk-administratief onder het Opsterlandse dorp Terwispel.
Pas rond 1800 kwamen de eerste turfgravers en verveners uit de omringende grietenijen naar het gebied rond Tijnje. De zogeheten Gietersen verveenden de eerste vier stek gewoon met de lange spa of loete, voor de onderste laag op de bodem van het patgat gebruikten ze hun specifieke verveningsmethode mee. Daarbij werd de bodem van het petgat uitbaggerd met de beugel tot op de onderliggende zandlaag. Het gevolg was dat er waterplassen, de z.g.n petgaten ontstonden, van elkaar gescheiden door smalle stroken veen, hagen of stripen geheten. De petgaten waren ongeveer 1.50 m tot 1.75 m diep. De reden dat alle land in water zou veranderen en dan niets meer zou opbrengen, baarde koning Willem I zoveel zorgen, dat hijhet nodig vond er een raadsman op af te sturen. Deze jonkheer Edmond de la Coste rapporteerde in 1823 dat het om waterstaatkundige, redenen zo niet langer kon. In de Tynje werd in 1839 besloten om een polder te maken: in het bestuur zaten de Grietman en de secretaris van de Grietenij, de latere gemeente opsterland. In 1854 werd de polder gesloten en werd de grond in grote delen drooggemalen en ontgonnen. De kosten van de bepoldering werden betaald uit het bij het meten van de turf bepaalde slikgeld.
In 1827 was er al sprake van een schoolmeester. In 1828 werd de bouw van een school bij de Tijnjen aanbesteed door de grietenij Opsterland.

## Periode 1850-1910
In 1852 lag de Nieuwe Vaart erin, de ringvaart om het vierde tot en met zevende veendistrict. Twee jaar later ook de Hooivaart. Oorspronkelijk zouden 8 molens de polder bemalen. Tot men in de jaren 70 besloot over te gaan op een stoomgemaal. De gebruiksnaam van het nu buiten werking zijnde gebouw is nog steeds het Trip- gemaal, naar vader en zoon Trip die hier de eerste machinisten waren. Dankzij de inpoldering kon het drooggevallen land worden benut door veeboeren, huismannen (die werkten bij een boer en hadden ook een paar beestjes thuis) en kleine koemelkers. Een weldoener als P.W. Janssen bood velen van hen de gelegenheid om een bedrijfje te beginnen. Veel werd coöperatief georganiseerd, niet alleen door boeren maar later ook door winkeliers.

### Sociaal-culturele opbouw
Na 1850 groeide er langzamerhand één dorp met twee kernen en enkele omringende 'uitburen'. Gemeenschapszin en onderlinge saamhorigheid speelden over de hele linie een grote rol bij de toenmalige ontwikkeling en vooruitgang. Er ontstonden sociale en culturele verenigingen, kerken en scholen die veel hebben bijgedragen aan het vormen van een dorpsgemeenschap, en ook van actieve sociale verbanden binnen het dorp.
De gereformeerden, de zogeheten 'finen', bouwden hun eerste kerkje in 1866. Toneel- en reciteervereniging 'Rjucht en Sljucht' werd al in 1872 opgericht, het centrale 'Plaatselijk Belang' in 1896. 'De Bazuin' bestond al een paar jaar, nota bene als harmoniekorps, voor het in 1905 officieel werd erkend. De gymnastiekvereniging is van 1910. In datzelfde jaar kregen de finen een dominee voor zichzelf en in 1912 richtten ze een 'School met den Bijbel' op aan de Riperwei.

### Politiek
Het dorp is lang nogal 'rood' geweest, vooral onder invloed van de sociaaldemocraat Ferdinand Domela Nieuwenhuis, later ook van de in Tijnje geboren communist Gerrit Roorda. De socialen werden onder Pieter Jelles Troelstra SDAP-ers en na de oorlog stemden zij meestal op de PvdA. Veel communisten waren eigenlijk pacifisten en kwamen na de invallen van de Russen in Hongarije (1956) en Tsjecho-Slowakije (1968) terecht bij de PSP, nu opgegaan in GroenLinks.
Liberalen en turfgravers verdroegen elkaar eigenlijk niet. Toen de ergste strijd om rechten voor de arbeiders was gestreden, stemde er weleens iemand op de VVD, bijvoorbeeld J. van der Leij die rond 1950 wethouder van Opsterland was.
Een danig actieve minderheid van gereformeerde anti-revolutionairen - de 'kleine luyden' van Abraham Kuyper - heeft gestalte gegeven aan de gedachtewisselingen en aan het karakter van het dorp. Er woonde ook een aantal orthodox-hervormden die meestal aangesloten waren bij de kleinere CHU. Uit deze partijen en de KVP is het CDA voortgekomen.
Het is vermeldenswaard dat Domela in 1888 in de Tweede Kamer kon komen dankzij een samenwerking van zijn SDB met de ARP in het kiesditrict Schoterland, waartoe Terwispel met Tijnje behoorde. Alle ARP'ers, ook de 'finen fan De Tynje', brachten hun stem uit op de rode Domela, die zo zijn liberale tegenkandidaat kon verslaan.

### Bestuurlijk zelfstandig als 'Tijnje'?
Naar men zegt zou het dorp pas in 1910 erkend zijn als zelfstandig dorp, niet langer administratief en bestuurlijk onder de vleugels van moederdorp Terwispel. De rechtbank van Heerenveen had overigens al in 1875 'Tijnje' (zonder de toevoeging 'onder Terwispel') op de rol staan als woonplaats van twee (vrijgesproken) verdachten. Op de Topografische Militaire Kaart van 1864 wordt het dorp zonder meer al aangeduid als 'Tijnje', op die van 1924 nota bene als 'Tynje' zoals het hoort, maar met het lidwoord 'De' ervoor.

## Periode 1910-1940
Economisch gezien was de oprichting in 1916 van de coöperatieve zuivelfabriek 'Volharding II' van groot belang voor De Tynje. Dit feit kan beschouwd worden als het einde van de verveningsindustrie aldaar, met de bijbehorende armoede en ongemakken. Er ontwikkelde zich ook een gezonde middenstand met een brede scala van vaak eenmansbedrijven. Die varieerden van smid tot wagenmaker, van bakker tot slager, van caféhouder tot kruidenier, van schoenmaker tot fietsmaker, van huisschilder tot timmerman, van 'sutelder mei de lapekoer' (marskramer) tot gevestigd manufacturier annex winkel van Sinkel.
Tijdens de economische crisis van de jaren dertig kwamen de vroegere toestanden gedeeltelijk terug, vooral onder de arbeiders en de kleine middenstanders. Er heerste veel werkloosleid en als gevolg daarvan ook armoede. In 1940 kwam daaraan min of meer een einde, maar in plaats ervan voltrokken zich daarna ongedachte en uiterst zorgwekkende veranderingen.

## Periode 1940-'50
In de Tweede Wereldoorlog was Tijnje een verzetshaard. Natuurgebied De Deelen was uitermate geschikt voor wapendroppings. Kopstukken van het verzet onder wie Douwe Symens Algra, onderwijzer van de christelijke school met schuilnaam 'Van der Velde', beraamden in deze omgeving veel van hun 'terroristische' plannen en acties. In 1940 waren twee jeugdige inwoners gesneuveld op de Grebbeberg. In de loop van 1944 werden twee mannen omgebracht door moorddadige acties van de bezetter. Op de allerlaatste dag voor de bevrijding werd bij de Warrebetten nog een Heerenveense verzetsstrijder neergeschoten door de beruchte SS. Een jonge ex-Tynjester sneuvelde in 1948 tijdens een zogeheten politionele actie in het toenmalige Nederlands-Indië. Een monument op het kerkhof en twee straatnamen brengen sommigen van hen in herinnering.

## Na 1950
Na de oorlog kwam er geld vrij om het dorp te moderniseren. Omstreeks 1955 werden de rakken gedempt ten gunste van een rondweg. Zelfs de eeuwenoude Wispel werd gedicht. Een deel van het even oude Moerdiep werd versmald en rechtgetrokken. De Tynje heeft toen veel van zijn karakter verspeeld ten gerieve van ruilverkaveling, intensieve landbouw en werkverschaffing. Dankzij de 'Tynjefilm' die muziekkorps 'De Bazuin' in 1952 liet maken, is nu nog een en ander te zien van die tijd.
In dezelfde periode werd de A7 tussen Heerenveen en Drachten aangelegd als vlakke tweebaansweg. Ook dit kwam het behoud van de schoonheden van het dorp bepaald niet steeds ten goede. Het zorgde er wel voor dat Tijnje veel gemakkelijker bereikbaar werd, wat zeker in het voordeel is geweest van de economische groei en welstand. Die groei werd vooral bevorderd door de toenemende industrialisatie en werkgelegenheid. Veel Tynjesters gingen werken op het 'houtsjefabryk' van Halbertsma Deuren in Grouw en op de in 1948 gevestigde Philips-fabriek in Drachten.
In Tijnje ziet men 1910 als bestuurlijke geboortedatum van het dorp. Dit wordt gevierd als een bijzonder lustrumfeest onder het motto 'De Tynje 100 - jong en brûzjend'.

## Cultuur en sport
In het dorp is een dorpsschool, vroeger twee verschillende scholen. Het dorp heeft een eigen dorpshuis, een speeltuin en een natuurzwembad. Jaarlijks is er een zwemvierdaagse en een wandelvierdaagse.
Het dorp kent verschillende sportverenigingen. Voetbal (VV Tijnje), tennis, volleybal, gymnastiek zijn wel de belangrijkste. Ook is er een hondenclub en een oefenbaan voor paralympisch handboogschieter Jappie Walstra die hier zeer succesvol was.
Tijnje is een actief dorp dat verschillende feesten kent die uniek zijn voor deze plaats. Het meest bijzonder voor Friesland is dat het dorp een carnavalsvereniging heeft die al enige decennia bestaat. Er is een tweejaarlijks winterspektakel, hierbij vindt ook een braderie plaats.
Ook is er een trekkerbehendigheidsfeest met wedstrijden en er is een groep die zich bezighoudt met het combineracen en hiermee al tweemaal Nederlands kampioen werd en internationale overwinningen behaalde. De wedstrijden combineracen om het Nederlands Kampioenschap vinden plaats in St. Isidorushoeve, Yde de Punt, Mariënvelde en Emmeloord.
Tijnje is de geboorteplaats van voormalig SC Heerenveen-voetballer Piet Zwerver die onder andere met Abe Lenstra speelde.

## Bezienswaardigheden

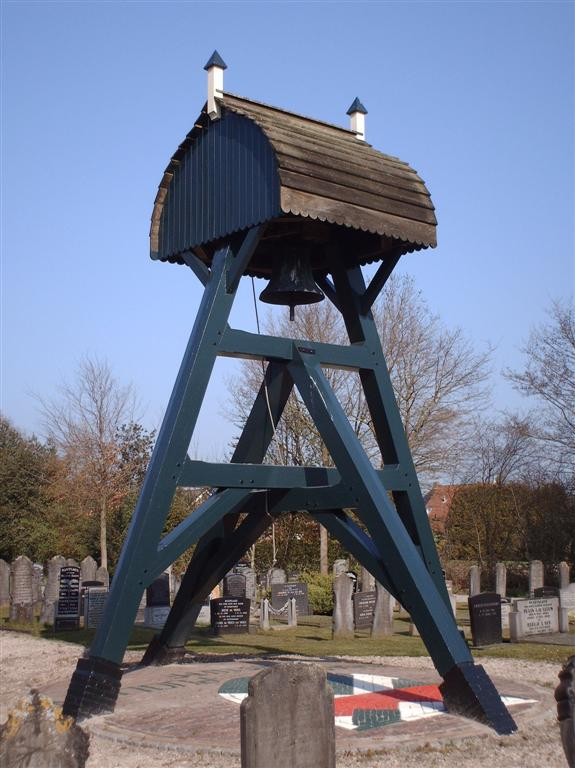
Klokkenstoel

Op de begraafplaats staat ook een van de klokkenstoelen in Friesland.
In het dorp zijn diverse oude huizen. De Breewei kent enkele van deze historische panden waarvan enkele gerenoveerd zijn of worden. De voormalige gereformeerde kerk uit 1921, nu de PKN-kerk aan de Rôlbrêgedyk is als betonnen gebouw uniek vanwege de architectuur en constructie. Het staat op de monumentenlijst.
Aan het begin van de Riperwei is nog het voormalige Nederlands-hervormde kerkgebouw te zien. Dit kerkje is omgebouwd tot woning en kreeg daarom destijds aandacht van de landelijke pers.
In het dorp staat ook het eerste (en enige) Opelmuseum van Nederland. In dit museum staat een variatie aan modellen en jaargangen van dit merk. Andere bezienswaardigheden zijn de oude zuivelfabriek van het dorp, de molen zonder wieken aan de Nieuwe Vaart bij de Uilesprong. De vele boerderijen, de bruggetjes langs de bolder die naar de huizen en boerderijen aldaar leidden en de beeldentuinen alsmede een grote zwerfkei. De zwerfkei die gebruikt is voor het monument van de slag bij Warns komt tevens uit Tijnje en werd destijds door Gerrit Roorda opgegraven.
Van de vele watermolens langs de Nieuwe Vaart is alleen die bij de Uilesprong, aan het einde van de Riperwei nog over, echter zonder kap en wieken. Ten noordoosten van Tijnje staat in de polder De Dulf een kleine Amerikaanse windmotor.

## Openbaar vervoer
- Streekbus 23: Heerenveen - Luinjeberd - Tjalleberd - Gersloot - Luxwoude - Tijnje - Nij Beets - Boornbergum - De Wilgen - Drachten
- Streekbus 26: Noordwolde - Oldeberkoop - Jubbega - Lippenhuizen - Gorredijk - Tijnje - Uilesprong - Oldeboorn - Akkrum
- Buurtbus 104: Een - Haulerwijk - Allardsdoog - Bakkeveen - Wijnjewoude - Hemrik - Lippenhuizen - Gorredijk - Terwispel - Tijnje

## Natuur
Rondom Tijnje zijn verschillende natuurgebieden en vogelgebieden te vinden. Het "Tijnjester bos" met zijn betonnen fietspad is een drukke fietsroute. Ook de Deelen liggen in de buurt. Tijnje heeft een relatief grote oppervlakte aan land. Tijnje kent nu nog twee wateren: de Nieuwe Vaart die deel uitmaakt van de turfroute en het laatste restant van het eeuwenoude Mouwe- of Moediep. Van de net zo bejaarde Wijde Wispel is sinds de jaren vijftig niets meer over. Het vroegere Tynjerak en het aansluitende Schietersrak zijn eveneens ± 1955 gedempt ten gunste van de provinciale rondweg. Het Langerak is toen gereduceerd tot een afwateringskanaaltje.

## Voormalige of huidige inwoners
- Gerrit Roorda (1890-1977), activist, CPN-politicus en aannemer
- Hein Vos (1903-1972), PvdA-politicus en econoom
- Suzanne Schulting, shorttrack- en langebaanschaatsster

## Sagen
Omdat Tijnje een "jong" dorp is zijn er niet zoveel sagen te vertellen als in andere Friese dorpen. De sagen die genoemd worden gaan over een spookhuis en een spookkerkhof aan de Warrewei. Bij deze laatste zouden zwarte wijven zijn gezien die op de sloot aldaar liepen. De sagen zijn inmiddels al verdwenen uit de vertellingen binnen families.